# Jazz Welle plus Hamburg
Die Jazz Welle plus Hamburg war ein lokales, privates Radioprogramm für Hamburg und Umgebung. RDS-Kennung: "Jazz W".
Um die UKW-Lizenz 97,1 des ehemaligen Senders Radio Korah bewarben sich fünf Veranstalter. Neben Jazz Welle plus Hamburg waren dies Radio Ladies First, City Radio Hamburg (Initiator Willem Dincklage), Evangeliumsradio und Radio St. Pauli.
Der Sendestart war am 16. November 1991. Das Spartenprogramm wurde in einem kleinen Studio in Hamburg-Osdorf produziert und ausschließlich über die Stadtfrequenz 97,1 MHz vom Hamburger Heinrich-Hertz-Turm verbreitet. Abends und am Wochenende gestalteten zeitweise die damaligen Gesellschafter persönlich und ehrenamtlich den Sendebetrieb.
Rund um die Uhr wurde ein kulturell anspruchsvolles Programm gesendet, das nach dem Vorbild der Münchner Jazz Welle Plus anfangs weitgehend alle musikalisch möglichen Formen des Jazz abdeckte. Nach einer Programmreform im Jahr 1992 lag der musikalische Schwerpunkt bei Swingendem Mainstream-Jazz. Deutschsprachige Nachrichten wurden von der BBC übernommen und ab 1992 auch Verkehrsfunk ausgestrahlt. Die Jazz Welle plus Hamburg war seinerzeit bereits technisch sehr innovativ und einer der ersten Deutschen Radiosender, der Verkehrsfunkdurchsagen ohne die Zuschaltung des Hinz-Trillers per UECP steuerte.
Seitens der Stadt Hamburg wurde eine angestrebte, finanzielle Förderung als Kulturprojekt nicht ermöglicht. Auch blieben die Einschaltquoten hinter den Erwartungen der Gesellschafter zurück. Der Marktanteil lag ständig unter 1,0 Prozent – zu wenig für ein werbefinanziertes Programm. Zudem beschränkte die geringe technische Reichweite der Stadtfrequenz eine Ausweitung der Hörerschaft.
Das Programm wurde in seiner ursprünglichen Form letztmals in der Nacht vom 3. auf den 4. Oktober 1995 ausgestrahlt. Am darauffolgenden Morgen stellten die Verantwortlichen auf das Format von Energy Hamburg um. Im musikalischen Inhalt der Sendungen dominierten nun die „Hits von Heute“ Allerdings war damals der Anteil „schwarzer und jazzverwandter“ Musik noch durch Lizenzauflagen festgeschrieben. Energy Hamburg war in den ersten Jahren noch kein reiner Jugendsender, die Hörer wurden mit „Sie“ angeredet.
Der Name „Jazz Welle plus Hamburg“ existierte bis 2007 noch als Träger-GmbH für das Programm von Energy Hamburg.